# IBMビジネスコンサルティングサービス

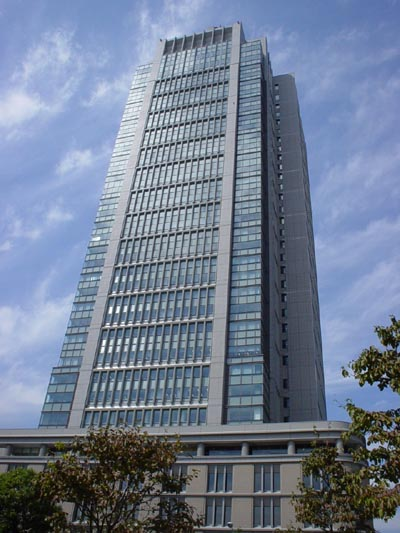
IBCS本社(丸の内ビルディング内) ※現在は日本アイ・ビー・エム 丸ビル事業所
東京都千代田区丸の内

IBMビジネスコンサルティングサービス株式会社 (IBCS)は、かつて存在した、米IBM Corporationのビジネスコンサルティング部門の日本法人である。2010年4月1日に日本アイ・ビー・エム株式会社と経営統合し、現在は同社グローバル・ビジネス・サービス事業コンサルティングサービスとなっている。
前身は米PwC Consultingの日本法人（PwCコンサルティング株式会社）。2002年にPwC ConsultingがIBMに買収され、各国における事業が法人レベルで統合された後も、日本市場においてのみは別法人として存続し続け、もう一つの日本法人である日本アイ・ビー・エム株式会社と協業を行っていた。

## 概要
米IBMの100%子会社（現地法人）であり、日本アイ・ビー・エム株式会社と直接の資本関係はなかった。「日本アイ・ビー・エムの子会社」との認識が流布していたが、これは誤りである（日本IBMのサイトでも「IBMコーポレーションの日本における子会社」と表記され、「子会社・関連会社および主な関係会社」と区別されていた。敢えてそのような形で表現するのであれば「日本アイ・ビー・エムの叔父」に相当する。これは、日本アイ・ビー・エムが、米IBMの100%子会社であるIBM AP Holdingsの100%子会社、すなわち孫会社に当たるためである）。
但し、日本以外の国においては両部門は原則として単一の組織として連携して活動を行っていたことから、日本市場においても両者は（別法人ながら）IBMブランドで事実上一体的なサービス提供を行っていた。また、グローバル観点では単一の組織（IBM Global Business Services = GBS）であることから互いの会社の対応する部門の責任者を同一人物が兼任している場合も多く、営業活動を日本アイ・ビー・エムに集約していたこともあって、顧客から見ると法的側面は別としてビジネス上区別する必要はあまりなかったとも言える。
英文表記は IBM Business Consulting Services KK。略称はIBCS。"IBCS"と略した場合は原則として日本法人を指し、海外IBMのBusiness Consulting Servicesを"IBCS"と呼ぶことはなかった（日本国内のみの用法）。これは上述のように日本においてのみビジネスコンサルティングサービスが別法人として分離されていたためである。

## 沿革
そもそもIBMのビジネスコンサルティングサービスは、2002年、当時世界最大の会計事務所であった PricewaterhouseCoopers (PwC)の経営コンサルティング部門を分離した独立コンサルティングファームであるPwC Consultingを39億ドルで買収することで誕生したが、それに伴って日本法人であったPwCコンサルティング株式会社を引き継いだのが現在のIBCSである （PwC Consulting は同年8月1日付で新社名 "Monday" としてニューヨーク証券取引所に上場する準備を進めていたが、前日の7月31日にIBMによる買収が発表されたためこの計画は中止された。その関係で、日本では商法上1日だけ「株式会社マンデー」が存在し、厳密にはこれがIBCSの前身となっている）。

### 略歴
- 1846年 - サミュエル・L・プライスが産業革命期のロンドンに会計事務所を設立（150年後のPwCの最前身）
- 2002年7月31日 - 米IBM、PricewaterhouseCoopersの経営コンサルティング部門の買収を発表
- 2002年10月1日 - 日本においてPwCコンサルティング株式会社を承継し、IBMビジネスコンサルティングサービス株式会社が発足
- 2010年4月1日 - 日本アイ・ビー・エム株式会社と統合。同社グローバル・ビジネス・サービス事業コンサルティングサービスに改組

## 採用
新卒採用においては、採用形態を自ら選択できる制度を取っている。
基本給が大きなウエイトを占める通常の正社員採用、インセンティブによる給与の変動が多いPC（プロフェッショナル・コントラクト）採用、などを選択できる。